# Аруба на Летњим олимпијским играма 2012.
Аруба се такмичила на Олимпијским играма 2012. одржаним у Лондону, од 27. јула до 20. августа. Ово је било седмо учешће Арубе на Олимпијским играма. Први пут су се појавили на Олимпијским играма 1988. у Сеулу.
Учествовали су са 5 спортиста (3 мушкарца и 2 жене) у три спорта.
На свечаној церемонији отварања заставу је носио пливач Jemal le Grand. 
И после ових игара Аруба је остала у групи земаља које нису освајале ниједну олимпијску медаљу.

## Учесници по дисциплинама
| Спорт         | Мушкарци | Жене | Укупно |
| ------------- | -------- | ---- | ------ |
| Дизање тегова | 1        | 0    | 1      |
| Пливање       | 1        | 1    | 2      |
| Џудо          | 1        | 0    | 1      |
| Укупно(3)     | 4        | 3    | 1      |

## Дизање тегова
Мушкарци
| Дизач тегова  | Дисциплина | Трзај    | Трзај   | Избачај  | Избачај | Укупно | Пласман | Детаљи |
| Дизач тегова  | Дисциплина | Резултат | Пласман | Резултат | Пласман | Укупно | Пласман | Детаљи |
| ------------- | ---------- | -------- | ------- | -------- | ------- | ------ | ------- | ------ |
| Карл Хенрикез | + 105 kg   | 122      | 19      | 160      | 18      | 282    | 18 / 19 |        |

## Пливање
Мушкарци
| Пливач         | Дисциплина     | Група    | Група    | Полуфинале       | Полуфинале       | Финале           | Финале           | Детаљи |
| Пливач         | Дисциплина     | Резултат | Место    | Резултат         | Место            | Резултат         | Место            | Детаљи |
| -------------- | -------------- | -------- | -------- | ---------------- | ---------------- | ---------------- | ---------------- | ------ |
| Jemal le Grand | 100 м слободно | 51,86    | 4 у гр 3 | Није се пласирао | Није се пласирао | Није се пласирао | Није се пласирао | 40/60  |

Жене
| Пливачица            | Дисциплина     | Група   | Група     | Полуфинале        | Полуфинале        | Финале            | Финале  | Детаљи |
| Пливачица            | Дисциплина     | Време   | Пласман   | Време             | Пласман           | Време             | Пласман | Детаљи |
| -------------------- | -------------- | ------- | --------- | ----------------- | ----------------- | ----------------- | ------- | ------ |
| Данијел ван ден Берг | 800 м слободно | 9:23,21 | 3 у гр. 1 | Није се пласирала | Није се пласирала | Није се пласирала | 34/36   |        |

## Џудо
Мушкарци
| Џудиста    | Дисциплина | 1. коло            | 2. коло                       | 1/8 фин.         | 1/4 фин.         | Полуфин.         | Фин.             | Репасаж 1        | Репасаж 1/4 финале | Репасаж полуфинале | Борба за бронзу  | Поз.             | Детаљи |
| Џудиста    | Дисциплина | Противник Резултат | Противник Резултат            | Прот. Рез.       | Прот. Рез.       | Прот. Рез.       | Прот. Рез.       | Прот. Рез.       | Прот. Рез.         | Прот. Рез.         | Прот. Рез.       | Поз.             | Детаљи |
| ---------- | ---------- | ------------------ | ----------------------------- | ---------------- | ---------------- | ---------------- | ---------------- | ---------------- | ------------------ | ------------------ | ---------------- | ---------------- | ------ |
| Jayme Mata | −66 kg     | без борбе          | Uriarte (ESP) · Пор 0000-0100 | Није се пласирао | Није се пласирао | Није се пласирао | Није се пласирао | Није се пласирао | Није се пласирао   | Није се пласирао   | Није се пласирао | Није се пласирао |        |